# Bistum Šibenik
Das Bistum Šibenik (kroatisch Šibenska biskupija; lateinisch Dioecesis Sebenicensis oder Dioecesis Sibenicensis) ist ein römisch-katholisches Bistum in Kroatien. Es ist als Suffraganbistum dem Erzbistum Split-Makarska unterstellt. Derzeit ist Tomislav Rogić der Bischof von Šibenik.

## Geschichte

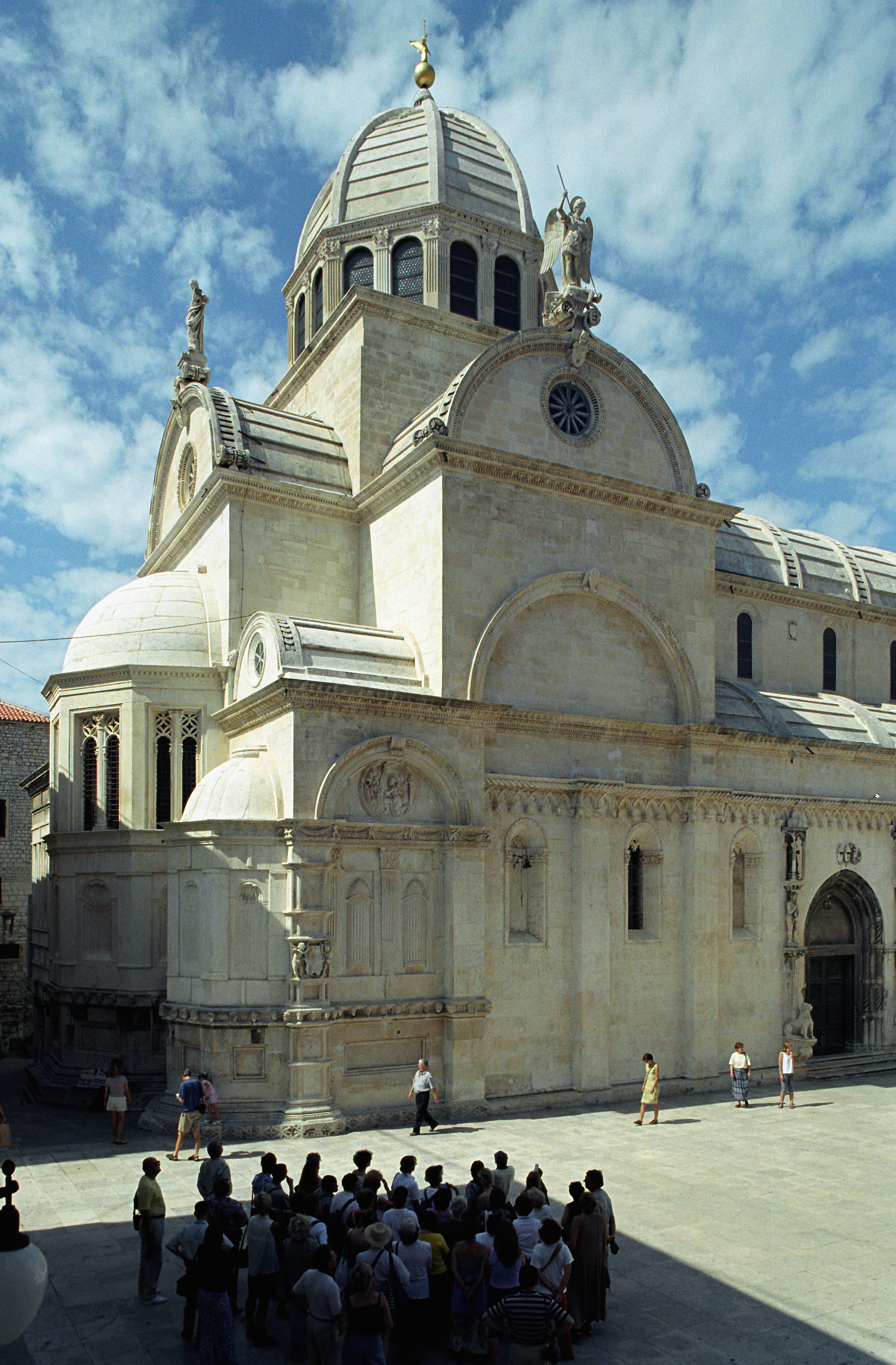
Kathedrale des Heiligen Jakob (Šibenik)

Das erste schriftliche Dokument über die Stadt Šibenik stammt aus dem Jahr 1066. In ihm wird nicht nur über die Stadt Šibenik berichtet, sondern auch über den kroatischen König Petar Krešimir IV. und das Kloster der Hl. Muttergottes in Zadar. Papst Bonifatius VIII. ließ im Jahr 1298 das Bistum Šibenik errichten. Zum ersten Bischof des Bistums wurde Martin Rabljan.
Dem Bistum Šibenik wurden 1828 folgende Bistümer angeschlossen: das Bistum Trogir, das Bistum Knin und das Bistum Skradin.
An der heutigen Kathedrale von Šibenik wurde genau 105 Jahre gebaut (1431–1536). 1555 wurde das Kirchengebäude geweiht.
Papst Leo XIII. erhob die Kathedrale von Šibenik im Jahr 1895 zur Basilika. Sie ist das größte architektonische Baudenkmal aus der Zeit der Renaissance in Kroatien.
Am 21. Juni 1970 wurde Nikola Tavelić, ein Franziskanerpater und ein Sohn der Stadt Šibenik, durch Papst Paul VI. heiliggesprochen. Ein weiterer, bedeutender Franziskaner und Sohn der Stadt war Ante Antić. Der Vorgang seiner Selig- und Heiligsprechung ist beim Heiligen Stuhl derzeit anhängig.